# Benaías

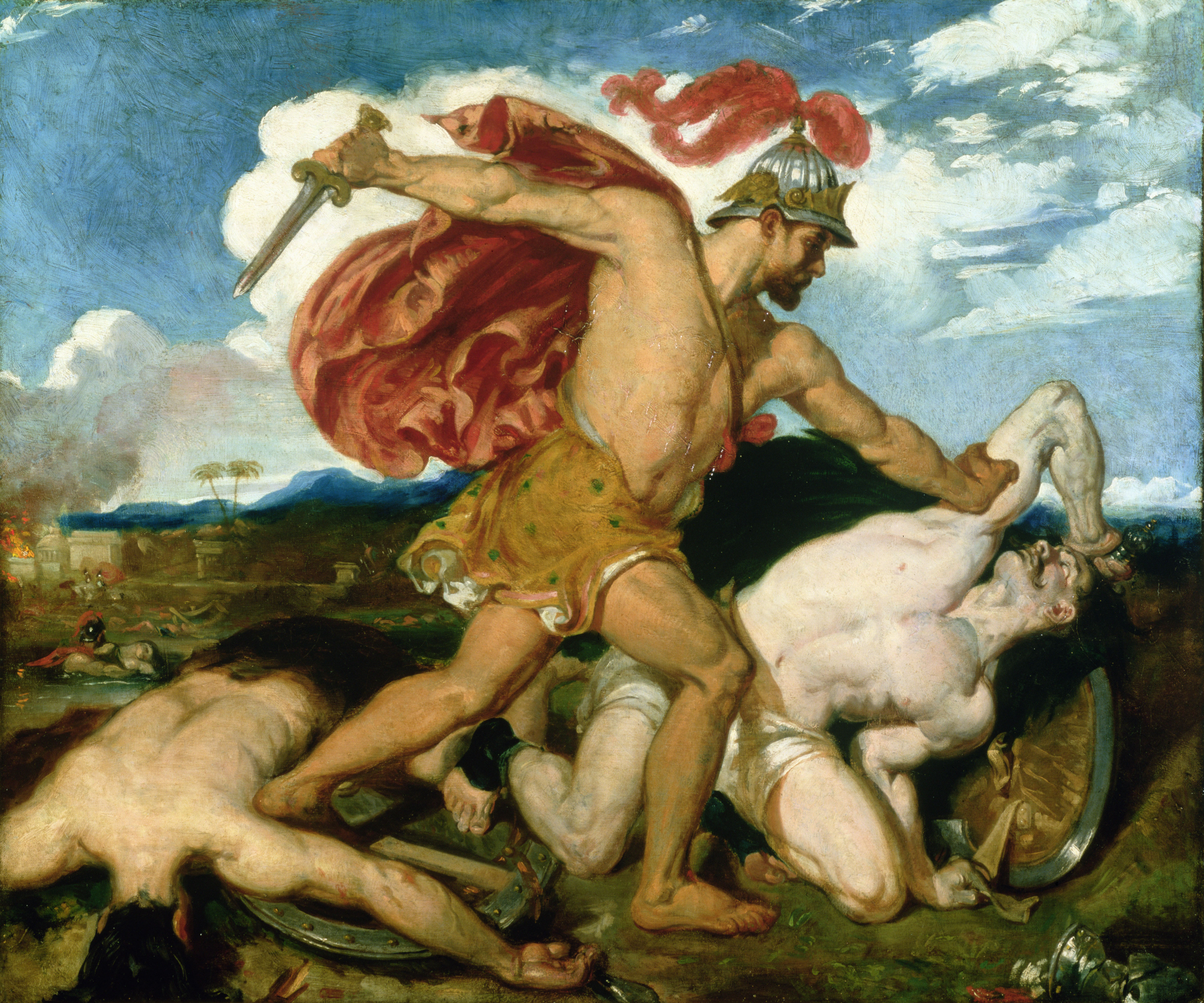
Benaia, com capa, capacete e espada na mão direita, prestes a matar um homem moabita. Óleo sobre tela, William Etty, 1829.

Benaías (ou Benaia) era filho de Joiadá e pai de outro Joiadá. Fazia parte de um grupo de trinta soldados valentes e foi comandante do exército de Salomão. 
Foi chefe da guarda pessoal do rei David e era da tribo de Aarão. A mando do rei Salomão, matou Adonias, Joabe e Simei. Logo após a morte de Adonias ele só foi mencionado no livro de I Crônicas, desaparecendo da Bíblia desde então. Benaia certa vez desceu numa cova e nela matou um leão no tempo da neve. Matou também um egípcio, homem de dois metros e vinte de altura; o egípcio trazia na mão uma lança como eixo do tecelão, mas Benaia o atacou com um cajado, arrancou-lhe a lança da mão e a usou para matar o egípcio.